# フランス式赤道儀
フランス式赤道儀（フランスしきせきどうぎ）は赤道儀式架台の一種である。
赤道儀の回転軸を中空にして架台側に焦点を導出し、接眼部が赤道儀架台にあるのが特徴である。望遠鏡の向きにかかわらず楽な観測姿勢を保てる、重い観測機器を接眼部に取りつける際の負担が少ないなどの利点がある。クーデ式望遠鏡などに使用する。